# Полковников, Павел Михайлович
Павел Михайлович Полковников (1912—4 февраля 1943) — участник Великой Отечественной войны, старший лейтенант, командир стрелковой роты мотострелкового-пулемётного батальона, 178-й танковой бригады, 10-го танкового корпуса, Юго-Западного фронта. Старший лейтенант. Герой Советского Союза (1943, посмертно).

## Биография
Родился в деревне Горки ныне Ленинского района Московской области в 1912 году.
В РККА с 1941 года, призван Ленинским РВК Московской области. Окончил курсы младших лейтенантов. Был направлен в 10-й танковый корпус Юго-Западного фронта, в 178-ю танковую бригаду.
В феврале 1943 года Полковников получил задание оборонять окраину деревни Свердловка (ныне в черте города Соледар, Донецкая область) с группой из 39 красноармейцев, прикрывая перегруппировку 178-й танковой бригады. В этом районе группа была окружена немецкими танками и пехотой, что вынудило Полковникова организовать круговою оборону и в течение дня отбивать многочисленные атаки вражеских сил. К концу дня немцы подвели в тыл обороняющимся по железнодорожной ветке бронетранспортёр. Но, несмотря на это, боевая задача, данная Полковникову, была выполнена. Сам он во время обороны был убит.
Указом Президиума Верховного Совета СССР «О присвоении звания Героя Советского Союза начальствующему и рядовому составу Красной Армии» от 17 апреля 1943 года за «образцовое выполнение боевых заданий командования на фронте борьбы с немецкими захватчиками и проявленные при этом отвагу и геройство» удостоен посмертно звания Героя Советского Союза.
Похоронен в городе Соледар Донецкой области.

## Память
- Имя Полковникова П. М. высечено на памятнике в деревне Горки.
- Его имя выбито на обелиске в деревне Свердловке.
- Решением общего собрания членов колхоза имени Владимира Ильича Ленина улице, соединяющей деревни Горки и Белеутово, было присвоено имя П. М. Полковникова.